# Promenade en planches

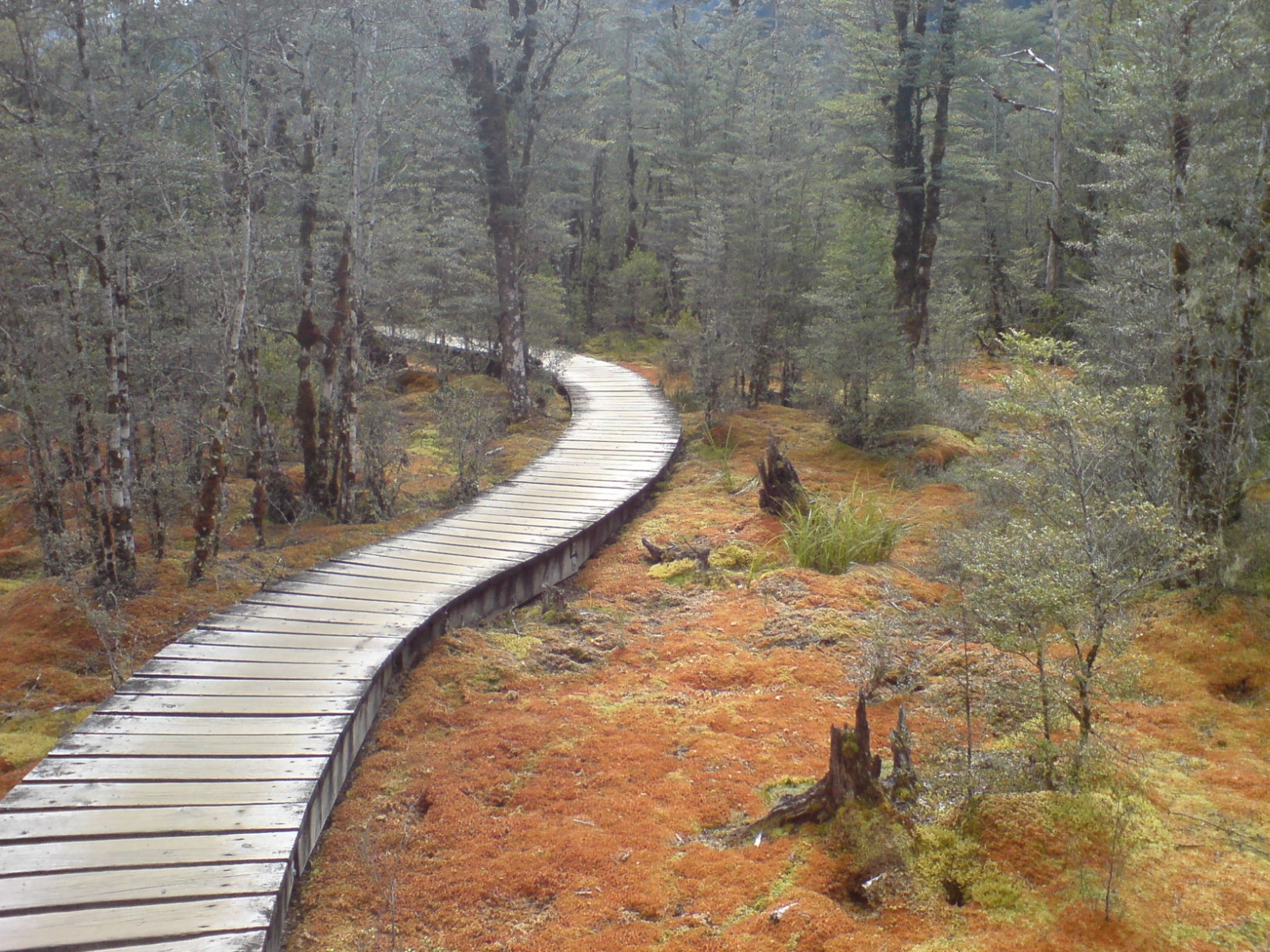
Un chemin de planches dans le parc national de Fiordland en Nouvelle-Zélande.

Une promenade en planches (en anglais boardwalk) est un chemin destiné aux piétons, fait de planches en bois. Ce type d'aménagement est notamment présent le long du littoral ou dans les zones naturelles.
Un des premiers boardwalks a été celui d'Atlantic City, aux États-Unis. Certains de ces aménagements en bois sur les littoraux sont devenus des attractions touristiques eux-mêmes, c'est notamment le cas des Planches à Deauville, France.

## Galerie

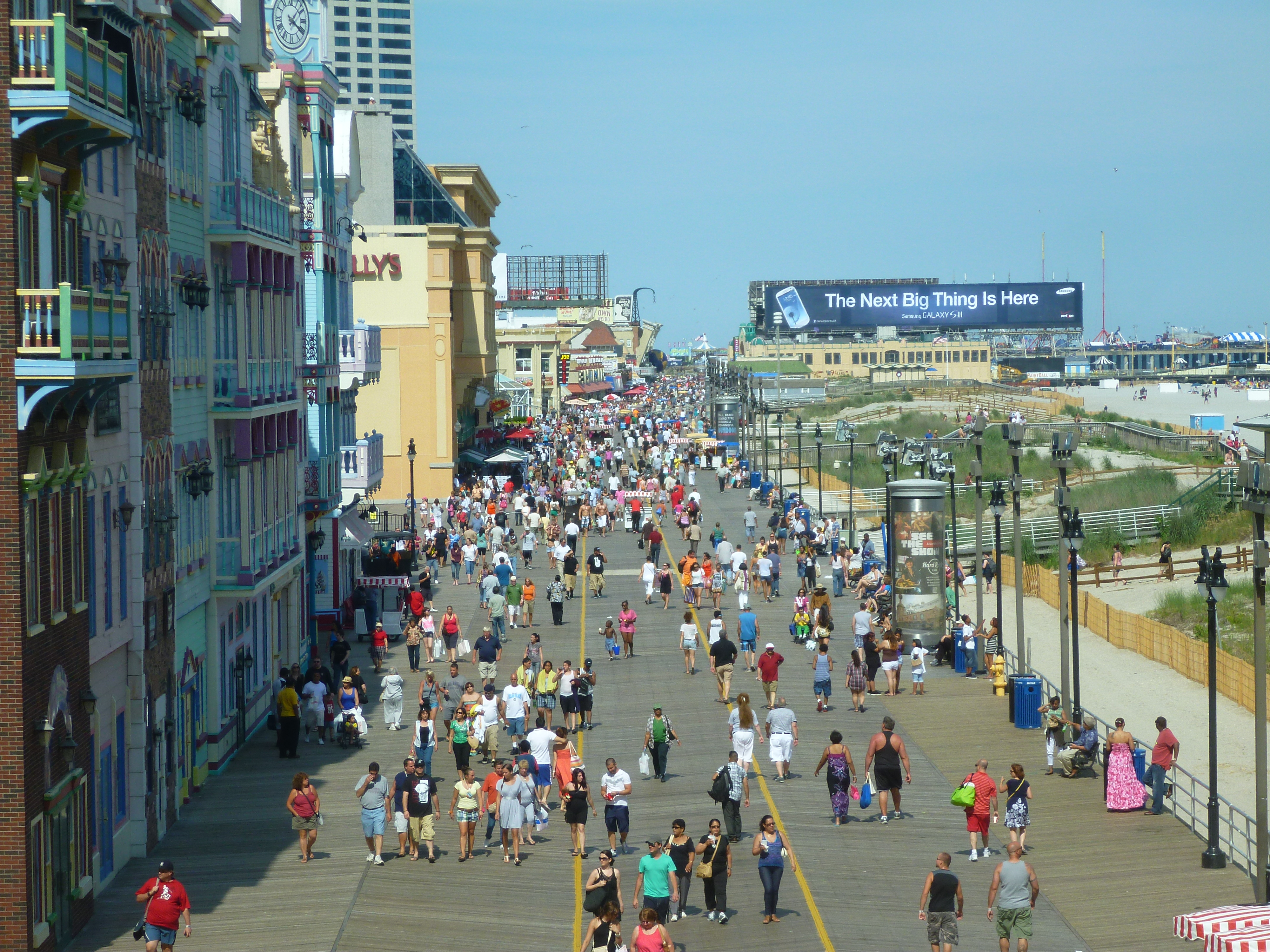
L'immense boardwalk d'Atlantic City, New Jersey.
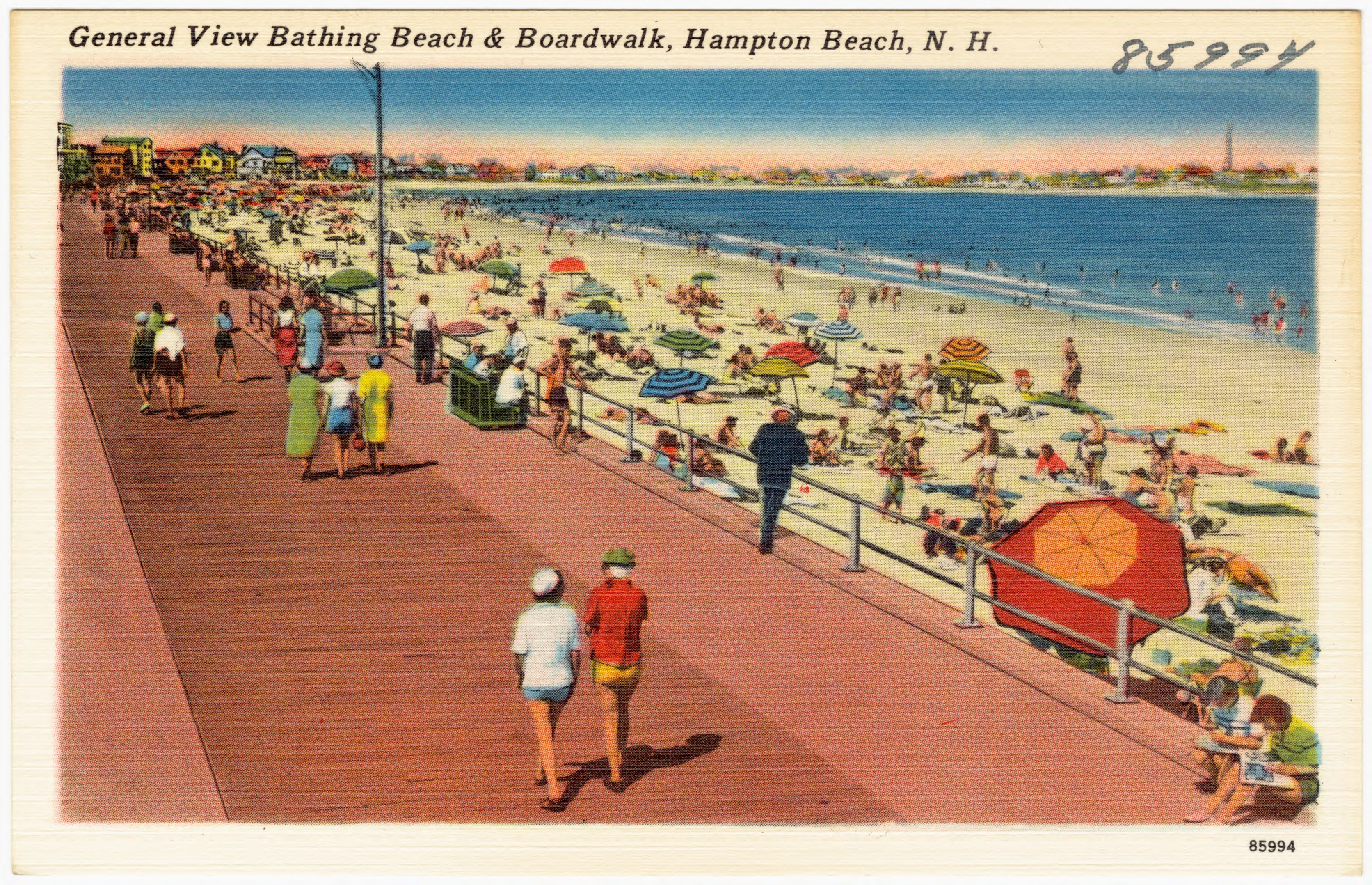
Carte postale du boardwalk d'Hampton Beach, N.H..
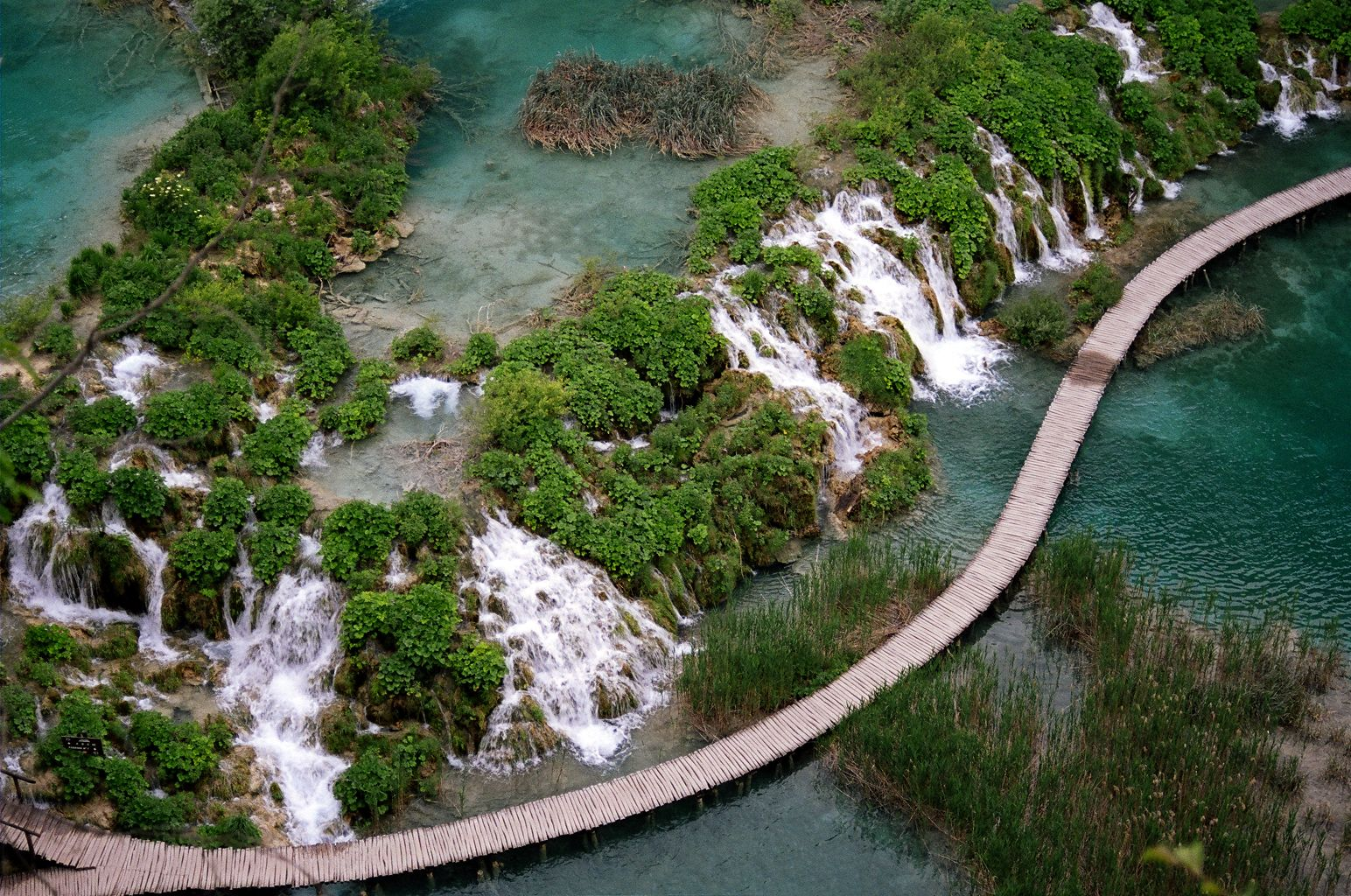
Un boardwalk du Parc national des lacs de Plitvice en Croatie.
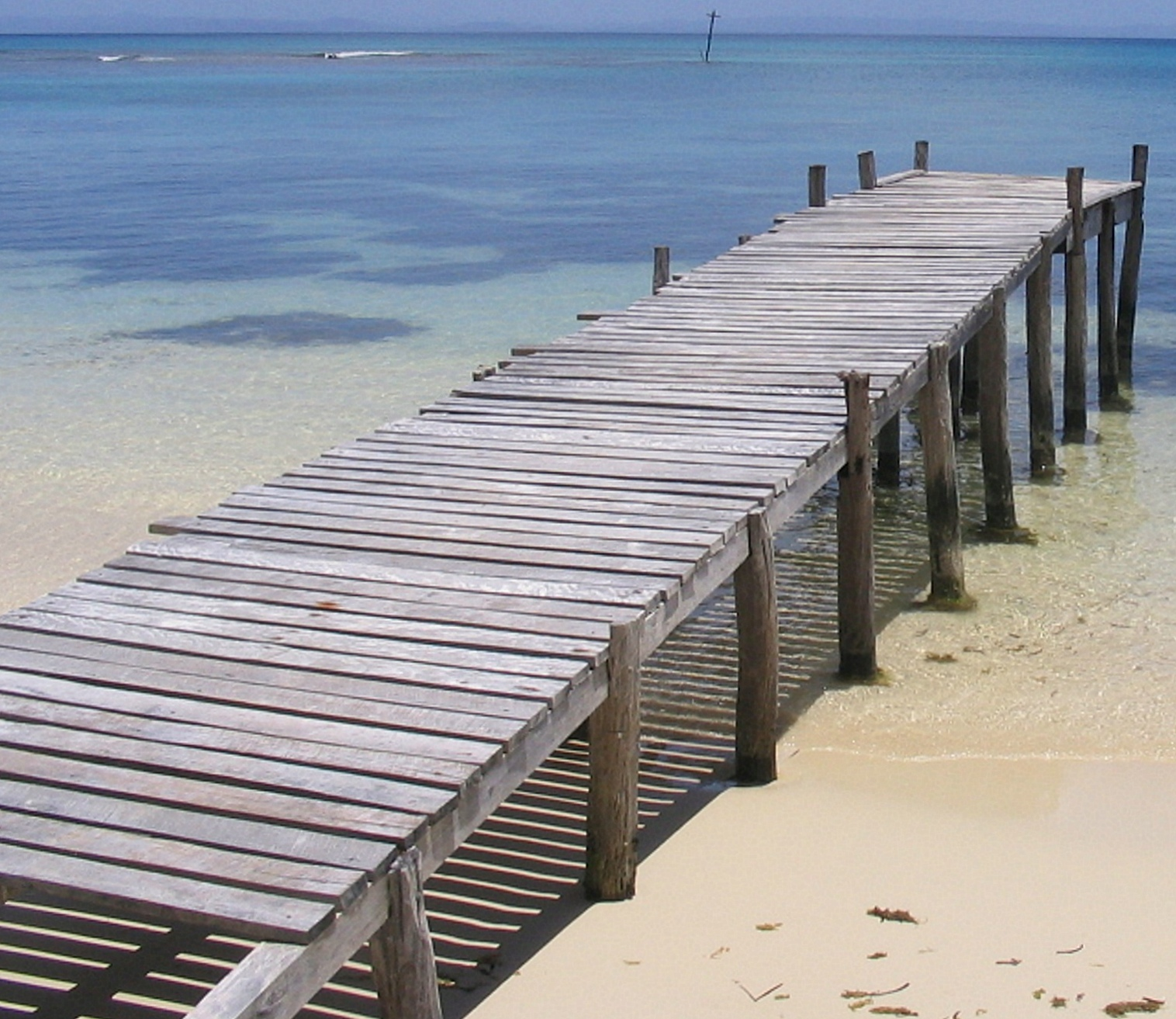
Un ponton à Madagascar.
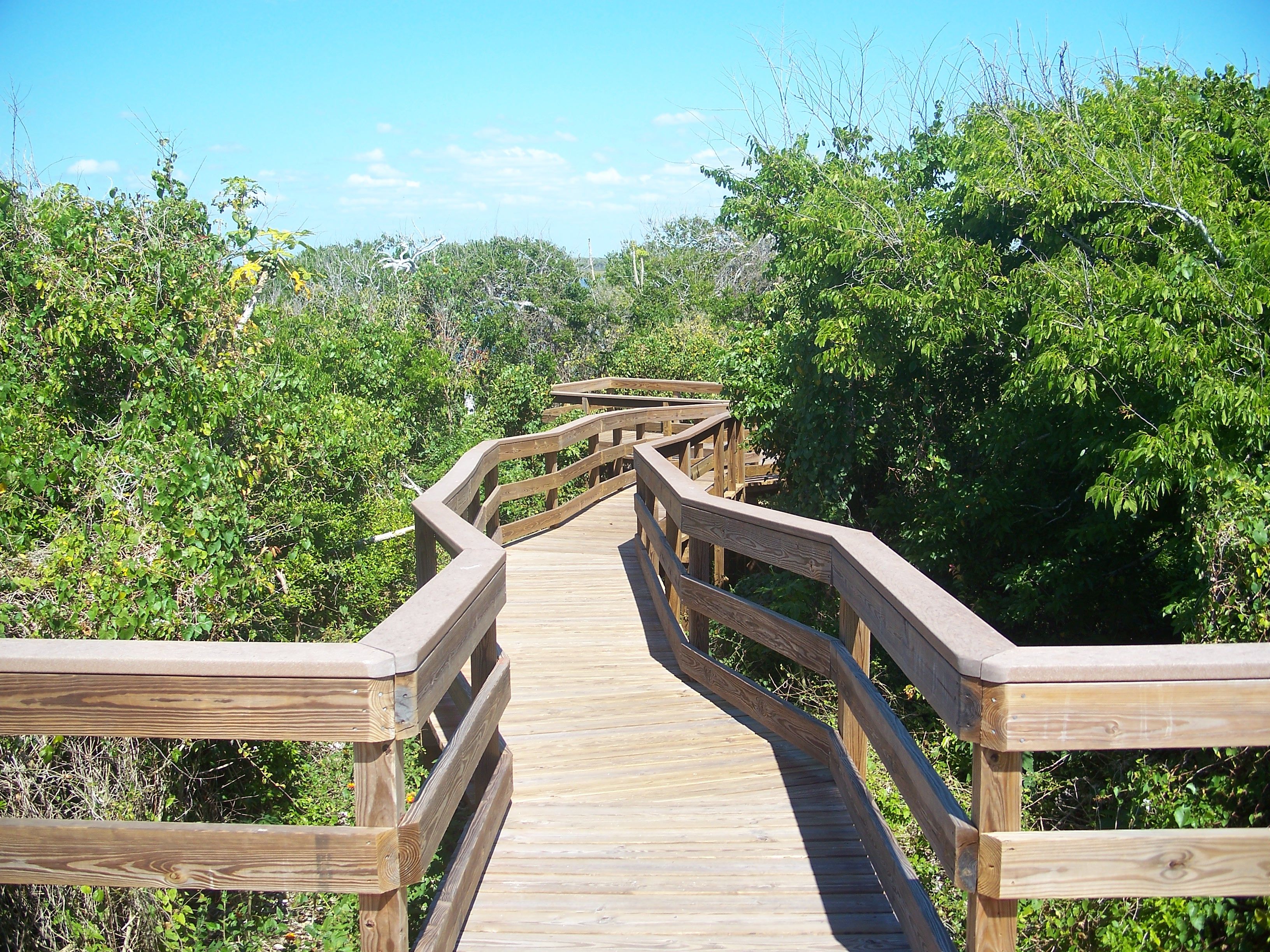
Cheminement au-dessus de la végétation en Floride.